# Odontotrypes uenoi
Odontotrypes uenoi är en skalbaggsart som beskrevs av Masumoto 1995. Odontotrypes uenoi ingår i släktet Odontotrypes och familjen tordyvlar. Inga underarter finns listade i Catalogue of Life.